# Jerry en danger
Pour plus de détails, voir Fiche technique et Distribution.
Jerry en danger (Trap Happy) est un court métrage d'animation de la série américaine Tom et Jerry réalisé et scénarisé par William Hanna et Joseph Barbera, produit par  la Metro-Goldwyn-Mayer et sorti en 1947.

## Synopsis
N'arrivant pas à attraper Jerry, Tom appelle Butch, exterminateur de souris. Mais les deux chats vont avoir du mal à exterminer la souris.
Tom frappe le tas de briques et ramasse un chapeau troué, Butch revient à lui reprenant son chapeau. Butch se montre furieux et Tom sourit d'une façon désolante.
Mais Butch sort son sac et raye le mot mouse sur son sac et le remplace par le mot Cat.
Tom épelle le mot Cat délicatement. 